# Баас
Партія арабського соціалістичного відродження (араб. حزب البعث العربي الاشتراكي Ḥizb Al-Ba‘ath Al-‘Arabī Al-Ishtirākī [ˈħɪzb alˈbaʕaθ alˈʕarabiː alˈʔɪʃtɪraːkiː], скорочена назва «Баас») — політична партія, заснована в Сирії Мішелем Афляком, Салахом ад-Діном Бітаром і соратниками Закі Арсузі. Партія підтримувала баасизм (від арабського بعث baʿth, що означає «відродження» або «воскресіння»), який є арабською націонал-соціалістичною ідеологією, яка поєднує Арабський націоналізм, панарабізм, арабський соціалізм та антиімперіалізм. Баасизм закликає до об'єднання арабського світу в єдину державу. Його девіз «Єдність, свобода, соціалізм» означає арабську єдність і свободу від неарабського контролю та втручання.
Партія була заснована в результаті злиття Арабського руху Баас, очолюваного Афляком і аль-Бітаром, і Арабського Баас, очолюваного аль-Арсузі, 7 квітня 1947 року як Арабська партія Баас.
Партія швидко створила філії в інших арабських країнах, хоча вона утримувала владу лише в Іраку та Сирії.
Арабська Партія Баас об'єдналася з Арабським соціалістичним рухом, очолюваним Акрамом Хаврані, в 1952 році, та створили Арабську соціалістичну партію Баас. Новостворена партія мала відносний успіх і стала другою за величиною партією в сирійському парламенті на виборах 1954 року. Це, у поєднанні зі зростанням впливу Сирійської комуністичної партії, призвело до створення Об'єднаної Арабської Республіки (ОАР), союзу Єгипту та Сирії, у 1958 році. ОАР виявилася невдалою, і сирійський переворот в 1961 скасував її.
Після розпаду ОАР партію Баас було відновлено.
Однак у період ОАР військові активісти створили військовий комітет, який перебрав контроль над партією Баас від цивільних. Тим часом в Іраку місцевий осередок партії Баас захопив владу, організувавши та очоливши Революцію Рамадану, проте втратили владу через пару місяців. Військовий комітет за згодою Афляка перебрав владу в Сирії під час революції 8 Березня 1963 року.
Між цивільною фракцією на чолі з Афлаком, аль-Бітаром і Муніфом ар-Раззазом і Військовим комітетом на чолі з Салахом Джадідом і Хафезом Асадом швидко розгорнулася боротьба за владу.
Оскільки відносини між двома фракціями погіршилися, Військовий комітет ініціював державний переворот у Сирії 1966 року, який усунув Національне командування на чолі з аль-Раззазом, Афляком та їхніми прихильниками. Переворот 1966 року розколов партію Баас на рух Баас, який домінує в Іраку, і рух Баас, який домінує в Сирії. Іракське крило було відсторонено від влади у 2003 році, завдяки втручанню США, але зберігає вплив у лавах іракської опозиції. Сирійська гілка Баас оголосила про припинення своєї діяльності у грудні 2024 року після повалення режиму диктатора Асада.

## Історія
Загальноарабська політична партія, заснована 7 квітня 1947 року в Дамаску Мішелем Афляком та Салах ад-Діном Бітаром під назвою Партія арабського відродження.
В 1954 році об'єдналася з Арабською соціалістичною партією Акрама Хаурані та з того часу має нинішню назву.
Основні цілі ПАСВ — побудова соціалізму та об'єднання арабів.
ПАСВ прийшла до влади в Іраку (8 лютого 1963) та Сирії (8 березня 1963).
В Іраку відсторонена від влади у листопаді 1963 року, знову прийшла до влади 17 липня 1968 року і знову усунута у квітні 2003 року.
У лютому 1966 року влада в Сирії перейшла до лівого крила партії (Салах Джадід , Нуреддін аль-Атасі).
Іракське відділення Баас не погодилося із внутрішньопартійним переворотом і після свого приходу до влади в 1968 притулило історичних лідерів партії (Мішеля Афляка, Шиблі аль-Айсамі тощо).
У Сирії Мішель Афляк та його найближчі соратники на початку 70-х років були заочно засуджені до страти за звинуваченням у підготовці державного перевороту.
На початку-середині 1970-х років сирійські та іракські баасисти вступили в союз із комуністичними партіями в рамках «Прогресивних фронтів».
Обидві гілки ПАСВ встановили дружні зв'язки з КПРС. В Іраку співпраця ПАСВ з комуністами зруйнувалася невдовзі після приходу до влади Саддама Хусейна (1979): комуністи були звинувачені у політроботі в армії та перейшли на нелегальне становище.
Після цього рівень міжпартійних відносин Баас — КПРС був знижений, а у вітальних телеграмах та промовах радянських керівників на офіційних зустрічах Саддам Хусейн із «товариша» перетворився на «пана».
У 1978—79 сирійськими та іракськими баасистами було здійснено спробу нормалізації відносин, президенти Сирії Хафез Асад та Іраку Ахмед Хасан аль-Бакр вели переговори про об'єднання двох країн.
Відразу після зміщення аль-Бакра в липні 1979 року в Багдаді було оголошено про розкриття сирійської змови за участю ряду членів регіонального керівництва іракської Баас, яких незабаром було засуджено і страчено.
Генеральним секретарем (الأمين العام لحزب) ПАСВ (за сирійською версією) був до своєї смерті 10 червня 2000 року Хафез аль-Асад.
Секретарем регіонального керівництва (الأمين القطري لحزب) ПАСВ з 2000 року був президент Сирії Башар аль-Асад.
Генеральним секретарем загальноарабського керівництва ПАСВ (за іракською версією) залишався до своєї смерті 23 червня 1989 року засновник партії Мішель Афляк (помер у Парижі).
Стверджується, що перед смертю перейшов до ісламу та прийняв ім'я Ахмед, а мавзолей Афляка зруйнований американськими військами у 2003 році. Генеральним секретарем (أمين سر) іракського регіонального керівництва ПАСВ з 1979 року був Саддам Хусейн.
17 січня 2007 року на сайті іракського опору albasrah.net було опубліковано рішення регіонального керівництва
,,
датоване «серединою січня» про обрання генеральним секретарем регіонального керівництва Ізаата Ібрагіма, який до цього був заступником генерального секретаря (نائب أمين سر).
Партія діє в Ємені (обидві фракції, з них просирійська представлена в парламенті), Лівані (просирійська), Палестині (просирійська — «ас-Саїка» та проіракська — «Арабський фронт визволення») та інших арабських країнах.
В Іраку діє Національний комітет із дебаасифікації, повноваження якого зазначені у статті 145 Конституції, ухваленій на референдумі 2005 року. Комітет може бути розформований Радою представників (парламентом) Іраку, коли закінчить свою роботу
.
26 лютого 2012 року на референдумі більшість сирійців схвалила новий проект конституції Сирії, згідно з якою партія Баас втратила свою чільну роль і зрівнялася в правах з іншими партіями
.

## Регіональні відділення

### Ірак
Фуад аль-Рікабі заснував Іракську регіональну філію в 1951 або 1952 р.

Але інша точка зору, шо відстежує заснування філії Абд ар Рахманом ад Даміном і Абд аль Халіком аль Худайрі в 1947 році, після їхнього повернення з 1-го Національного конгресу, який проходив у Сирії.

Інша версія полягає в тому, що гілка була заснована в 1948 році Рікабі та Са'дуном Хамаді, мусульманами — шиїтами.

Однак Ефраїм Карш та Інарі Рауці стверджують, що регіональне відділення було створено в 1940-х роках, але воно отримало офіційне визнання як регіональне відділення партії Баас у 1952 році Національною верхівкою. Достеменно відомо, що Рікабі було обрано першим регіональним секретарем регіонального відділення в 1952 році.
Партія спочатку складалася з більшості мусульман-шиїтів, оскільки Рікабі набирав прихильників переважно серед своїх друзів і родини, але поступово стали домінували суніти.

Регіональне відділення та інші партії пан-арабської спрямованості мали труднощі з вербуванням шиїтів.

Більшість шиїтів розглядали пан-арабську ідеологію як сунітський проект, оскільки більшість арабів є сунітами.

Під час Революції 14 липня 1958 року, яка повалила Хашимітську монархію, регіональний осередок мав 300 членів.

Іракське регіональне відділення підтримало правління Абд аль-Каріма Касіма на тій підставі, що він домагатиметься входження Іраку до Об'єднаної Арабської Республіки.

З 16 членів кабінету Касима 12 були членами регіонального відділення.

Після приходу до влади Касім змінив свою позицію щодо ОАР, повернувшись до старої політики «Ірак насамперед». Цей поворот викликав невдоволення Регіонального відділення та інших груп арабських націоналістів.

Через зміну його політики регіональне відділення зібрало групу на чолі з Саддамом Хусейном, яка спробувала, але не змогла вбити Касима.

Регіональне відділення захопило владу під час Революції Рамадану.

Переворот очолив провідний член регіонального відділення Ахмед Хасан аль-Бакр.

Змовники призначили Абдула Салама Аріфа президентом, а аль-Бакра призначили прем'єр-міністром країни.

Проте реальна влада була в руках Алі Саліха ас-Саді, регіонального секретаря відділення.

Після взяття влади регіональне відділення через свою міліцію, Національну гвардію, ініціювало те, що іракський експерт Кон Кофлін назвав «оргією насильства» проти комуністів і лівих елементів.

Ці репресивні заходи в поєднанні з фракційністю в Регіональному відділенні призвели до державного перевороту в Іраку в листопаді 1963 року, здійсненого президентом Аріфом і його прихильниками.

Експерт з Іраку Малік Муфті вважає, що Афлак міг підтримати державний переворот Аріфа, оскільки він послабив позиції ас-Саді в партії та зміцнив його власну.

Переворот змусив осередкі піти в підпілля.

Через переворот кілька провідних баасистів були ув'язнені, такі як аль-Бакр і Саддам.

Незважаючи на це, регіональне відділення обрало аль-Бакра регіональним секретарем у 1964 році
.

### Йорданія
Після створення партії в Сирії баасистські ідеї поширилися по всьому арабському світу.
У Йорданії баасистська думка вперше поширилася на Східний берег наприкінці 1940-х років, особливо в університетах.

Хоча регіональне відділення не було сформовано до 1951 року, в університетах відбулося кілька зустрічей, на яких студенти та професори обговорювали баасистську думку.

Незважаючи на те, що ідеологія була дуже популярною, потрібен був час, перш ніж було створено фактичне регіональне відділення.

Група вчителів заснувала регіональне відділення у місті Ель-Карак.

На самому початку клініка, що належала Абд аль-Рахману Шук'яру, використовувалася як місце зустрічі філії.

Бахджат Абу Ґарбія став першим членом регіонального відділення на Західному Березі, і таким чином він відмовився від відповідальності за розбудову партійної організації в регіоні як секретар відділення на Західному березі, і, таким чином, був відповідальним за цю територію.

На Західному Березі річки Йордан філія була найбільш активною в містах Єрусалим і Рамалла.

Перший регіональний конгрес відбувся в 1951 році в будинку Абдулли Рімаві.

З'їзд визначив «майбутній курс партії».

Наступного року відбувся 2-й регіональний конгрес, цього разу в домі Абдаллаха На'васа.

Було обрано регіональне командування та призначено Рімаві регіональним секретарем відділення.

Шуг'яр, Гарбія і На'вас погодилися працювати в Центральному комітеті регіонального відділення.

Рімаві та На'вас, його заступник, виявилися ефективними лідерами.

Невдовзі після 2-го Регіонального конгресу філія розпочала успішну рекрутингову кампанію в районах і містах Йорданії та Палестини.

28 серпня 1956 року філія була легалізована Верховним судом.

І Рімаві, і На'вас були обрані до парламенту на виборах 1950 і 1951 років як незалежні (на той час відділення не було легальною партією).

На виборах 1951 року відділення змогло обрати трьох депутатів до парламенту.

Рімаві зміг зберегти своє місце в парламенті до виборів 1956 року.

Жодні з цих виборів не можна вважати демократичними.

Під час виборів 1951 року Шук'яра було ув'язнено владою, оскільки його погляди були визнані радикальними.

Менш ніж за місяць до дня виборів британське посольство в Аммані передбачало, що Шук'яр легко здобуде перемогу.

Проте через недемократичний характер виборів Шук'яр не був обраний.

Як показали моделі голосування, виборці, які голосували за баасистських кандидатів, жили в Ірбіді та Аммані на Східному березі, а також в Єрусалимі та Наблусі на Західному Березі.

Шук'яр під час заслання до Південної Йорданії, накладеного урядом, використовував вільний час для вивчення марксистської та ленінської літератури. 
Хоча він так і не став комуністом, Шук'яр почав підтримувати комуністичні концепції.

Після повернення з вигнання він намагався переконати Регіональне відділення приєднатися до виборчого фронту з Комуністичною партією Йорданії.

Однак лідери регіонального відділення Рімаві, На'вас, Гарбія та Муніф аль-Раззаз виступили проти такої ідеї, і через це Шук'яр покинув партію Баас. 
Рімаві та Навас були обрані до Національної адміністрації на 2-му Національному конгресі (відбувся в 1952 році).

На 6-му та 7-му Національних конгресах Регіональне відділення обрало Раззаза до Національного командування.

### Ліван
Ліванське регіональне відділення було сформовано в 1949—1950 роках.

Під час існування ОАР краєвий осередок був розколотий на дві фракції — на підтримку та опозицію Насера.

Проте у квітні 1960 року ОАР відмовив Регіональному відділу As Sahafäh у доступі до керованої ОАР Сирії.

Регіональний осередок був найсильнішим у місті Триполі.

На виборах 1960 року Абд аль-Маджиду аль-Рафеї не вистачило лише кількох голосів, щоб бути обраним до парламенту.

Проте постійною проблемою для нього під час виборчої кампанії була гучна критика його та регіонального відділення з боку Комуністичної партії Лівану.

У Триполі комуністи підтримали кандидатуру Рашида Карамі, щоб забезпечити собі перемогу регіонального відділення.

17 липня 1961 року група ворогуючих баасистів на чолі з Рімаві відкрила вогонь по кількох членах регіонального відділення.

Під час існування ОАР ті самі фракційні лінії, які розвивалися в Сирійському регіональному відділенні, прийшли до Ліванського регіонального відділення.

На 4-му Національному конгресі (відбувся в Лівані), на якому були присутні в основному делегати, що представляли Ліван, було схвалено кілька резолюцій з яскраво вираженим антинасерівським змістом.

Водночас критика Афляка та Бітара була гострою, як їхнє лідерство, так і їхня ідеологія були піддані критиці.

Було схвалено резолюцію, в якій говорилося, що партійні лідери Афляк, аль-Бітар тощо мали терміново вступити в союз з Єгиптом, помилково розпустили Сирійське регіональне відділення в 1958 році, враховуючи перевагу панарабізму, коли соціалізм був важливішим, необхідність використання марксистських, а не баасистських інструментів для аналізу поточної ситуації та потреба партії зміцнити свої позиції серед народних класів — робітників, селян, ремісників і крамарів.

Через позицію Ліванського регіонального відділення Aflaq на 5-му національному конгресі запросила достатню кількість делегатів від Іракського регіонального відділення, щоб нейтралізувати ліванських делегатів.

Проте, водночас Ліванське регіональне відділення виступило проти Гаврані та його фракції.

На 6-му національному конгресі Ліванське регіональне відділення обрало Джубрана Мадждалані та Халіда аль-Алі до Національного управління.

На 7-му Національному конгресі Національне управління. у співпраці з Військовим комітетом або виключили, або усунули лівих, таких як ті, що були в Ліванському регіональному осередку, з керівних посад, а в найсуворіших випадках виключили їх з партії.

Ліванському регіональному відділенню вдалося обрати трьох членів Національного управління на 7-му Національному конгресі; Мадждалані, аль-Алі та Абд аль-Маджид Рафі.

### Лівія
Регіональне відділення було засновано в 1950-х роках. Амром Тахером Дегайсом.

Баасизм був основною політичною силою в Лівії після створення Об'єднаної Арабської Республіки. Баасистська ідеологія приваблювала багатьох інтелектуалів протягом останніх років існування Лівійського королівства. Проте за допомогою насеристської пропаганди кілька баасистів змінили свою приналежність і замість цього стали насеристами Зростання цих пан-арабських ідеологій стурбувало уряд, що призвело до ув'язнення кількох насеристських і баасистських військових офіцерів на початку шістдесятих. Баасистів звинувачували в роботі над поваленням «політичної, економічної та соціальної системи» Королівства; вироки варіювалися від восьми місяців до двох років. До 1964 року Лівійському регіональному відділенню вдалося створити лише один рівень нижче регіонального командування, рівень відділення. Спеціаліст із Сирії Джон Девлін підрахував, що в Лівійському регіональному відділенні в 1964 році було 50 і 150 членів.

### Сирія
В 1954 році було повалено військовий уряд Адіба Шишаклі та відновлено демократичну систему.
БААС, нині велика й популярна організація, виграла 15 зі 142 місць у парламенті на виборах у Сирії того року, ставши другою за чисельністю партією в парламенті.
Крім Сирійської комуністичної партії (SCP), партія БААС була єдиною партією, здатною організувати масові протести серед робітників.

Партію підтримала інтелігенція через її проєгипетську та антиімперіалістичну позицію, а також підтримку соціальних реформ.
Баас зіткнувся зі значною конкуренцією з боку ідеологічних конкурентів, зокрема Сирійської соціал-націоналістичної партії (SSNP), яка підтримувала створення Великої Сирії.
Головним противником партії Баас була SCP, чия підтримка класової боротьби та інтернаціоналізму була анафемою для Баас.

Окрім конкуренції на рівні парламенту, усі ці партії (як і ісламісти) змагалися на вуличному рівні та прагнули залучити підтримку серед військових.

До кінця 1957 року SCP змогла послабити партію Баас до такої міри, що партія Баас у грудні підготувала законопроект, який закликав до союзу з Єгиптом, крок, який виявився дуже популярним.
Керівництво Баас розпустило партію в 1958 році, вважаючи, що нелегалізація певних партій зашкодить SCP більше, ніж Баас.

Військовий переворот у Дамаску в 1961 році поклав кінець ОАР.

Шістнадцять відомих політиків підписали заяву на підтримку перевороту, серед них аль-Хаврані та Салах ад-Дін аль-Бітар (який пізніше відкликав свій підпис).

Після розпуску ОАР партію БААС було відновлено на з'їзді 1962 року.

Військовий комітет на цьому з'їзді не проявив себе перед цивільним крилом партії.

Під час конгресу Афляк і Військовий комітет через Мухаммеда Умрана вперше встановили контакт; комітет просив дозволу на початок державного перевороту; Афляк підтримав змову.

Після успіху Революції Рамадану, очолюваної Іракським регіональним відділенням партії Баас, Військовий комітет поспішно зібрався, щоб організувати державний переворот проти президента Назіма аль-Кудсі.

Революція 8 Березня виявилася успішною, і в Сирії було створено баасистський уряд.

Першим наказом змовників було заснувати Національну раду революційного командування (NCRC), яка повністю складалась із баасистів і насеристів і з самого початку контролювалася військовослужбовцями, а не цивільними.

Хоча партія БААС досягла влади, існувала проблема; внутрішня боротьба.
[121] 
Військовий комітет, який сам по собі складав незначну меншість і без того невеликої партії Баас, був змушений керувати силою.

До середини 1963 року партія Баас налічувала лише 2500 членів, партії бракувало бази.
Навіть якщо членство розшириться, авторитарний спосіб правління, який він запровадив, прийшовши до влади, стане гіршим, а не кращим.

Інша проблема полягала в тому, що цивільне крило було роз'єднане внутрішньою боротьбою між радикальними соціалістами та поміркованими фракціями, тоді як військові були більш згуртовані.

У будь-якому випадку, Сирійське регіональне командування повільно нарощувало свої повноваження, послаблюючи Національне командування.

Усе це досягло своєї вершини під час державного перевороту в Сирії 1966 року.

До грудня 2024 року Баас була правлячою партією в Сирії, але після повалення режиму Асада, який позначився репресіями та масовими стратами, оголосила про завершення діяльності.

### Інші
Після заснування партії Баас регіональні відділення були створені в Кувейті та Саудівській Аравії.

Невдовзі після цього було відкрито філії в Північному та Південному Ємені.

У Тунісі регіональне відділення було створено в 1950-х роках, але більшу частину свого існування було змушене працювати в підпіллі.

Саудівські регіональні відділення обрали Алі Ганнама представляти їх у 7-му національному командуванні.

Хоча наразі невідомо, на чиєму боці став Саудівський Баас після розколу 1966 року, він видавав газету Sawt al-Tal'iyya, в 1973—1980 роках.
Був палким критиком саудівської королівської сім'ї та американського імперіалізму.
Більшість його членів складали мусульмани — шиїти.

Наприкінці 1963 року осередки Баас створювалися в Судані, і навіть ходили чутки, що осередок Баас було створено в Єгипті.

Регіональний осередок партії Баас було створено в Алжирі в 1988 році після того, як однопартійна система закінчилася.